# Гонсьорово (Ольштинський повіт)
Гонсьорово (пол. Gąsiorowo, нім. Lichtenstein; before 1938: Gonschorowen) — село в Польщі, у гміні Пурда Ольштинського повіту Вармінсько-Мазурського воєводства.
Населення — 52 особи (2011).

## Демографія
Демографічна структура станом на 31 березня 2011 року:
|          | Загалом | Допрацездатний вік | Працездатний вік | Постпрацездатний вік |
| -------- | ------- | ------------------ | ---------------- | -------------------- |
| Чоловіки | 23      | 2                  | 18               | 3                    |
| Жінки    | 29      | 3                  | 16               | 10                   |
| Разом    | 52      | 5                  | 34               | 13                   |